# 森下由樹子
森下 由樹子（もりした ゆきこ、6月15日 - ）は、日本の女性声優。東京都出身。青二プロダクション所属。

## 来歴
青二塾東京校II部14期生卒業。

## 人物
資格・免許は普通自動車免許を持っている。
趣味は読書、ネイルアート。特技は空手、日本舞踊。
大和田仁美、下地紫野、高橋花林、のぐちゆり、山下まみ、ゆうかとは事務所の同期にあたる

## 出演
太字はメインキャラクター。

### テレビアニメ
2013年
- 京騒戯画（男児、村の女、鏡都の住人）
- 聖闘士星矢Ω（女性）
- 探検ドリランド -1000年の真宝-（幼いナガレ）
- ONE PIECE（2013年 - 2017年、子供、小人、トンタッタ、女海兵、ドラジェ 他）

2014年
- 暴れん坊力士!!松太郎（たけし、客、子供、女、白星 他）
- 金色のコルダ Blue♪Sky（女子生徒、少年）
- ディスク・ウォーズ:アベンジャーズ（少年）
- ドラゴンボール改（2014年 - 2015年、ギャル、オバケ、トカゲ星人、子供、女 他）
- ヒーローバンク（生徒A、女A、被害者2、女子B、女子A）
- ブラック・ブレット（少女C）
- プリパラ（栃乙女愛）
- ロボットガールズZ（ガラダK7）
- ワールドトリガー（2014年 - 2021年、女子、生徒、緑川駿、アナウンス） - 3シリーズ

2015年
- おそ松さん（女子生徒）
- 影鰐-KAGEWANI-（2015年 - 2016年、事務員、ジュリ、アナウンス、看護師） - 2シリーズ
- 四月は君の嘘（女子生徒）
- 戦国無双（女中B）
- それが声優!（女性、おばちゃんC、まっすー）
- ちびまる子ちゃん（2015年 - 2019年、男子2、ゆきお、男子C）
- 電波教師（女性司会者、所員B）
- ドラゴンボール超（2015年 - 2018年、店員、スタッフ、ピーザ、家庭教師、受付嬢、ゾイレー 他）
- 北斗の拳 イチゴ味（女A、ユダガールズ）
- ONE PIECE 〜アドベンチャー オブ ネブランディア〜
- ONE PIECE エピソードオブサボ 〜3兄弟の絆 奇跡の再会と受け継がれる意志〜

2016年
- こちら葛飾区亀有公園前派出所 THE FINAL 両津勘吉 最後の日（街の人々）
- 少年メイド（後藤大介）
- タイガーマスクW（2016年 - 2017年、女性、プロレス女子、レディ、婆さん 他）
- 旅街レイトショー（吾妻 他）
- 夏目友人帳 シリーズ（2016年 - 2017年、祓い人たち、朱遠一行の女妖怪、男の子の母親、観客の女性、紅紐 他） - 2シリーズ
- パズドラクロス（キャスター）
- 美少女戦士セーラームーンCrystal Season III（九助、女子生徒）
- Fate/Grand Order -First Order-（アナウンスA）

2017年
- 正解するカド（お姉さん、国家安全保障局同僚、報道陣）
- 神撃のバハムート VIRGIN SOUL（女看守）
- ONE PIECE エピソードオブ東の海 〜ルフィと4人の仲間の大冒険!!〜
- 戦刻ナイトブラッド（幼い政宗）

2018年
- 一人之下 羅天大醮篇（諸葛白）
- だがしかし2（小学生A、少女）
- ゲゲゲの鬼太郎（第6作）（2018年 - 2020年、大翔、ニッケルカナ、化け懐中電灯、黒須少年、姥々火）
- ムヒョとロージーの魔法律相談事務所（女性司会者）
- 俺が好きなのは妹だけど妹じゃない（演劇部員A）

2019年
- 聖闘士星矢 セインティア翔（冠座のカティア）
- BEM（クリス）

2020年
- テイルズ オブ クレストリア-咎我ヲ背負いて彼は発つ-

2021年
- 蜘蛛ですが、なにか?（ユリウス・ザガン・アナレイト〈幼少期〉）

2024年
- ドラゴンボールDAIMA（2024年 - 2025年、ペラル）

### 劇場アニメ
- 楽園追放 -Expelled from Paradise-（2014年、アナウンス）
- ドラゴンボールシリーズ
  - ドラゴンボールZ 復活の「F」（2015年、受付嬢）
  - ドラゴンボール超 ブロリー（2018年、ブロリー幼少期）
  - ドラゴンボール超 スーパーヒーロー（2022年、幼稚園の先生）
- 映画 Go!プリンセスプリキュア Go!Go!!豪華3本立て!!!パンプキン王国のたからもの（2015年、ウェイトレス）
- 映画プリパラ み〜んなのあこがれ♪レッツゴー☆プリパリ（2016年、栃乙女愛[12]）
- ポッピンQ（2016年、ユッキー）[13]
- ONE PIECE FILM GOLD（2016年）
- 劇場版 マジンガーZ / INFINITY（2018年、ナース）
- えいが うちの3姉妹（2019年、警官、ササミエレガント）
- デジモンアドベンチャー LAST EVOLUTION 絆（2020年、女性客）

### OVA
- デジモンアドベンチャー tri.（2015年 - 2018年、メイクーモン）

### Webアニメ
- 美少女戦士セーラームーンCrystal（2014年 - 2015年、くり[14]、女性、人々、少年C、ドロイド1）
- 拡張少女系トライナリー（2017年、店員2）
- 聖闘士星矢: Knights of the Zodiac（2019年、星矢〈子供〉）

### ゲーム
2014年
- 金色のコルダ3 AnotherSky feat.神南（郡山姫子）
- 討鬼伝 極（ミタマボイス）
- 天と大地と女神の魔法（スサノオ）
- ロボットガールズZ ONLINE（ガラダK7）

2015年
- けものフレンズ（マルタタイガー）
- 新甲虫王者ムシキング（五十嵐ジョー）

2017年
- オトカドール（ヨミ）
- 拡張少女系トライナリー（メタルモルガーVFX）

2018年
- スーパードラゴンボールヒーローズ（ブロリー・少年期）
- ゼノブレイド2（タニタニ）
- ゼノブレイド2 黄金の国イーラ（ミルト）
- デジモンリアライズ（月守千尋）

2019年
- ペルソナ5 ザ・ロイヤル（ジョゼ）

2020年
- VALIANT TACTICS（アルバート）
- テイルズ オブ クレストリア（ナッシュ）

2021年
- サクラ革命 〜華咲く乙女たち〜（観音寺のあ）

2023年
- 白夜極光（リンセイ）

2024年
- ORE'N（ジプス）

### ドラマCD
- タイガーマスクW×湘南乃風オリジナルシナリオドラマCD（2017年、レディ）

### オーディオブック
- また、同じ夢を見ていた（2017年、馬鹿なクラスメイト[20]）

### ボイスコミック
- ディアティア（2018年、秋人母[21]）

### 吹き替え

#### 映画
- ドゥ・オーバー: もしも生まれ変わったら（ニッキー）
- ペレ 伝説の誕生（ユーリ〈幼少期〉）
- ロイヤル・ナイト 英国王女の秘密の外出（デビー）

#### ドラマ
- イージー
- GRIMM/グリム3
- ジ・アメリカンズ
- SCORPION/スコーピオン Season2
- 超ゲーマー伝説 ぼくらの裏ワザ青春白書（レズリー）
- 私はラブ・リーガル6

#### アニメ
- ボージャック・ホースマン（アナ）
- ミラキュラス レディバグ&シャノワール（アリックス / タイムブレイカー、ロア、未来のアリックス / バニックス）

### ラジオ
- みんなの作文（朗読）

### インターネット番組
- 森下由樹子と大和田仁美のオプティマス・オペレーション（2018年 - 2020年、YouTube）
- 森下由樹子と大和田仁美のオペオペEX（2020年 - 、YouTube）

### 映画
- シン・ゴジラ（声の出演）[22]

## ディスコグラフィ

### キャラクターソング
| 発売日        | 商品名                                                   | 歌                                                                | 楽曲                          | 備考                                                 |
| ------------- | -------------------------------------------------------- | ----------------------------------------------------------------- | ----------------------------- | ---------------------------------------------------- |
| 2017年3月29日 | デジモンアドベンチャー tri.キャラクターソング デジモン編 | メイクーモン（森下由樹子）                                        | 「ウラオモテ クロスロード」   | OVA『デジモンアドベンチャー tri.』関連曲             |
| 2018年5月2日  | Butter-Fly〜tri.Version〜                                | 選ばれし子どもたち、デジモンシンカーズ、宮﨑歩、AiM with 和田光司 | 「Butter-Fly〜tri.Version〜」 | OVA『デジモンアドベンチャー tri.』エンディングテーマ |